# Licaria brasiliensis
Licaria brasiliensis là loài thực vật có hoa trong họ Nguyệt quế. Loài này được (Nees) Kosterm. miêu tả khoa học đầu tiên năm 1937.